# Frederik Wilhelm 4. af Preussen
Frederik Wilhelm 4. af Preussen (tysk: Friedrich Wilhelm IV.) (15. oktober 1795 i Berlin– 2. januar 1861 i Potsdam) var konge af Preussen fra 1840 til 1861.
Han var ældste søn af Friedrich Wilhelm III af Preussen og Louise af Mecklenburg-Strelitz. Friedrich Wilhelm IV blev konge efter farens død i 1840 og forblev konge af Preussen til sin død. Af helbredsmæssige årsager lod han imidlertid sin bror Wilhelm I blive regent i 1858.
Han indgik ægteskab den 29. november 1823 med Elisabeth Ludovika af Bayern (1801-1873). Efter en mislykket fødsel i 1828 kunne hun ikke få børn, og parret forblev barnløse.